# Tatra KT4DM

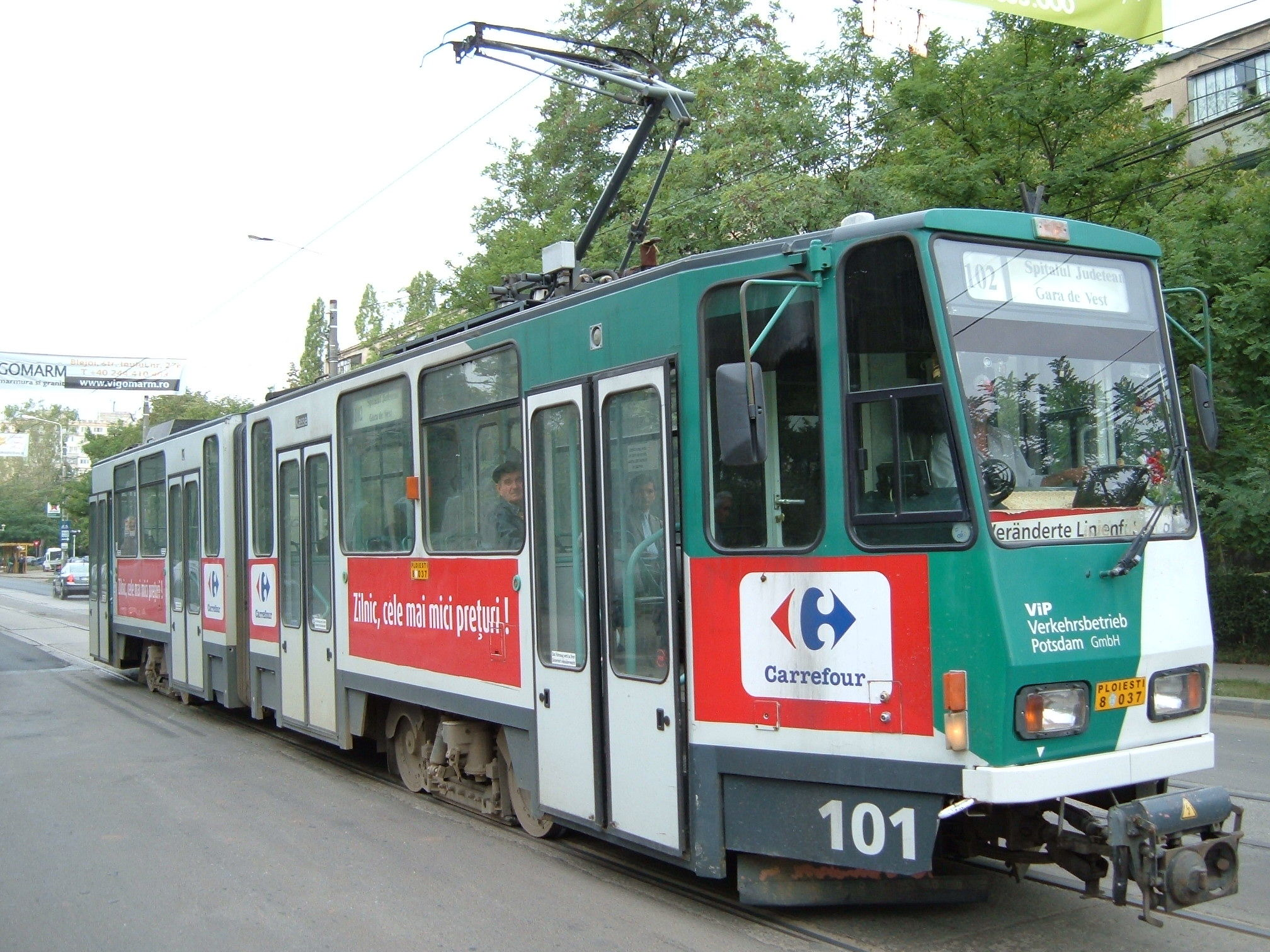
Tramvai Tatra KT4DM din Ploiesti pe linia 101.

Tatra KT4DM este un tip de tramvai Tatra fabricat în perioada anilor 70' ce a fost folosit o mare perioadă de timp în Germania, iar apoi donat unor municipii din România precum Ploiești și Oradea.